# Patrice de Mac-Mahon
Marie Edme Patrice Maurice de Mac-Mahon [ejtsd: mak-maón] (Sully, Saône-et-Loire), 1808. december 13. – Montcresson, Loiret, 1893. október 17.) gróf, Magenta hercege, 1859-től Franciaország marsallja, 1873–79 között köztársasági elnök.

## Életútja
Ősei Írországból érkeztek Franciaországba a 17. században az emigráló II. Jakab angol királlyal. Mac-Mahon írországi királyok leszármazottjának mondta magát. A Saint-Cyri Katonai Akadémián tanult 1825–27 között és 1830-ban huszárhadnagyként lépett be a seregbe. 1830-ban Algír elfoglalásakor kitűnt kiváló katonai képességeivel. 1837 és 1855 között szinte állandó Algériában teljesített szolgálatot. 1845-ben a 41. gyalogezred ezredesévé, 1848-ban pedig dandártábornokká nevezték ki, és egyúttal Orán és Constantine tartományok élére állították. 1852-ben hadosztályparancsnok lett. 1855-ben III. Napóleon visszahívta Franciaországba, és a II. hadtest egyik hadosztályát bízta rá, amellyel Mac-Mahon a krími háborúba indult. 1855. szeptember 8-án Pierre Bosquet-val elfoglalták a Malakoff erődöt, s az orosz seregek kénytelenek voltak elhagyni Szevasztopolt. A császár a Becsületrend nagykeresztjével tüntette ki, és szenátorrá tette.
1857-ben ismét Afrikában volt, ahol az Algériában elhelyezett összes katonaság és tengeri hajók parancsnokává nevezték ki. 1859 elején a császár újból hazahívta, és az osztrák háború kitörésekor a II. hadtest parancsnokává nevezte ki, ennek élén Mac-Mahon június 4-én Magentánál az osztrákok jobb szárnya ellen irányzott támadással a csatának döntő fordulatot adott. Napóleon még a csatatéren kinevezte Magenta hercegévé és Franciaország marsalljává. Solferinónál is hozzájárult a diadal kivívásához. A békekötés után a Lille és környékén telepített II. hadtest parancsnokaként működött, 1861-ben rendkívüli követként vett részt Königsbergben I. Vilmos porosz király koronázásán. 1864 és 1870 között Francia Algéria főkormányzója. Pályafutásának sikertelen időszaka volt, mert az általa bevezetett reformokra rendkívül sok panasszal, kifogással reagáltak, ezért benyújtotta lemondását.

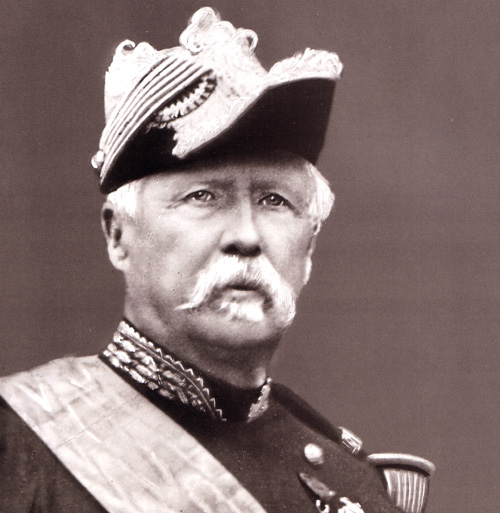
Franciaország marsallja (1870)

Az 1870-es porosz–francia háború kitörésekor az I. hadtest parancsnokává nevezték ki, ennek élén Strasbourg környékén foglalt állást. Mihelyt azonban a császár a támadás tervét elejtette, Mac-Mahon Zabernbe húzódott vissza, majd Félix Douay egyik hadosztályát magához vonva, Weissenburgnál várta be a bajorok támadását, amely elől azonban augusztus 4-én hátrálni kényszerült. Rendezett visszavonulást követően Wörthnél ütötte fel táborát, de augusztus 6-án a bajorok ismét vereséget mértek rá, és a marsall hősiesen küzdő csapatait menekülésre kényszerítették. Ez a visszavonulás már teljesen rendetlenül ment végbe, amennyiben Mac-Mahon csata közben a tartalékcsapatokat is feláldozta. Mac-Mahon azonban nem esett kétségbe. Mihelyt seregének romjait a Vogézek mögött valamelyest rendezte, Châlons-sur-Marne-ba vezette azokat, ahol a császár a sebtében újjászervezett I., V., VII. és az újonnan alakított XII. hadtest vezényletét bízta rá. Néhány nappal később a párizsi ideiglenes kormánytól Mac-Mahon azt a megbízatást kapta, hogy a Metzben körülzárt és ostrom alá fogott Bazaine-t és seregeit szabadítsa fel. Mac-Mahon eleinte habozott (és ezzel időt vesztett), amikor pedig végre augusztus 23-án megindította hadműveletét, a német lovascsapatok néhány nap múlva már nyomát lelték, folyton sarkában járván, minduntalan háborgatták és menetét késleltették. Amikor pedig Mac-Mahon elejtette Metz felmentésének tervét, és Mézières felé iparkodott visszaindulni, már késő volt. A németek egész hadseregét a sedáni völgykatlanba szorították, és másnap, szeptember 1-jén mindenfelől megtámadták. Csataközben Mac-Mahon egy ágyúgolyó által súlyosan megsebesült és kénytelen volt a fővezényletet Ducrot tábornoknak átengedni. A kapituláció értelmében a császárral együtt Mac-Mahon is a németek fogságába került. Mac-Mahon egyike volt azon kevés tábornokoknak, akiket a háború után nem vádoltak sem árulással, sem gyávasággal. Jellemét, igazságszeretetét és bátorságát még ellenfelei is elismerték. A béke megkötése után, 1871. április 11-én a versailles-i kormány hadseregének élére állították azzal a megbízatással, hogy vessen véget a Kommünnek. Ezt a feladatot Mac-Mahon erélyesen – nem kevés vérengzés árán – meg is oldotta. A lázongás leverése után Adolphe Thiers kinevezte őt Párizs főparancsnokává.
Makulátlan hírneve és népszerűsége eredményezte, hogy a monarchista párt Thiers bukása után, 1873. május 24-én Mac-Mahon-t választotta a köztársaság elnökévé. Tette ezt azzal a feltételezéssel, hogy Mac-Mahon elnöksége alatt megkísérelheti majd a monarchia restaurálását. November 19-én a nemzetgyűlés a köztársasági elnök hivatali idejét háromról hét évre emelte. A nemzetgyűlés mandátuma lejárt, az 1876 februári választások után a baloldali képviselők kerültek többségbe. Mac-Mahon először Jules Dufaure-ra, majd Jules Simonra bízta a kormányzást. Végül 1877. május 16-án Albert de Broglie-t kérte fel konzervatív és kléruspárti kormány alakítására. Június 25-én Mac-Mahon feloszlatta a nemzetgyűlést. Az októberi választások újra baloldali többséget eredményeztek. Gaëtan de Rochebouët 20 napig tartó kormányzása után Mac-Mahon visszahívta Dufaure-t, akivel viszont nem volt súrlódásmenetes az együttműködés, ezért 1879. január 30-án lemondott elnöki megbízatásáról.
Hátralevő éveit teljes visszavonultságában töltötte. Több hadtörténeti munkát írt, ezek között a legkiválóbb a „L’armée de Versailles depuis sa formation jusqu’à la complète pacification de Paris, 1871” (A versailles-i hadsereg megalakulásától Párizs teljes pacifikálásáig, 1871).
1893-ban hunyt el, földi maradványait a párizsi Invalidusok dómjában őrzik.
1895 júniusában a magentai csata helyszínén szobrot állítottak emlékére.

## Kapcsolódó szócikk
- Franciaország miniszterelnökeinek listája

| Elődje: Adolphe Thiers | A Francia Köztársaság elnöke 1873 – 1879 | Utódja: Jules Grévy |